# Phoma acetosellae
Phoma acetosellae är en lavart som först beskrevs av A.L. Sm. & Ramsb., och fick sitt nu gällande namn av Aa & Boerema 2002. Phoma acetosellae ingår i släktet Phoma, ordningen Pleosporales, klassen Dothideomycetes, divisionen sporsäcksvampar och riket svampar.   Inga underarter finns listade i Catalogue of Life.